# Santos Dávila Arizpe
Gral. Santos Dávila Arizpe fue un militar mexicano. Nació en el año de 1884, en Ramos Arizpe, Coahuila, siendo hijo del matrimonio formado por Antonio Dávila Ramos y de su esposa Gertrudis Arizpe. Se unió en matrimonio con la señorita Florinda Boone. El 26 de marzo de 1913, con el grado de capitán primero, firmó el Plan de Guadalupe sumándose así a las filas de la revolución constitucionalista. En 1916, por causas que se desconocen, estuvo preso en una penitenciaría del Distrito Federal; al año siguiente recuperó su libertad y se incorporó a la División “Maclovio Herrera”. En 1921 militó en la segunda división del mismo nombre. Llegó a alcanzar el grado de general brigadier. Falleció el 13 de julio de 1921.